# 巴特博克莱特
巴特博克莱特（德語：Bad Bocklet，發音：[baːt ˈbɔkleːt]）是德国巴伐利亚州下弗兰肯行政区巴特基辛根县的市镇，面积37.92平方千米，2023年12月31日人口为4,777人。